# Scott Eustace
Scott Eustace (sinh ngày 13 tháng 6 năm 1975) là một cựu cầu thủ bóng đá người Anh thi đấu ở Football League cho Leicester City, Mansfield Town, Cambridge United và Lincoln City.